# 김민형 (배우)
김민형(1994년 5월 29일 )은 대한민국의 배우이다.

## 영화
- (2025년) (히트맨2) - 장철룡 부하 9 역